# 刘汝明旧居
刘汝明旧居建于1920年，是原察哈尔省主席兼保安司令、第四绥靖区司令长官、第八兵团司令官、中华民国陆军二级上将、冯玉祥手下十三太保之一刘汝明在天津的故居。位于当时的天津英租界的加的夫道（Cardiff Road）（今和平区长沙路64号），该建筑目前是一般保护等级历史风貌建筑。

## 建筑
刘汝明旧居为2层砖木结构英式别墅，建筑外部设有宽敞外廊。